# Pierre Raymond Lafon de Beaulieu
Pierre Raymond Lafon de Beaulieu est un homme politique français né le 18 août 1741 à Beaulieu-sur-Dordogne (Corrèze) et mort le 14 août 1823 au même lieu.

## Biographie
Avocat, administrateur du département, il est élu suppléant à la Convention et est admis à siéger le 9 janvier 1793. Il ne prend pas part au jugement de Louis XVI.